# Григорий Деркоски
Григорий (на гръцки: Γρηγόριος, Григориос) е гръцки духовник, митрополит на Цариградската патриаршия.

## Биография
Той е роден около 1745 година в село Зумбата. Става монах в манастира „Свети Атанасий Филийски“, Калавритско. Учи във Великата народна школа в Цариград. През февруари 1777 година е ръкоположен за митрополит на Лакедемония. В средата на 90-те години на XVIII век поради търкания с местните османски първенци той бяга в Цариград. През ноември 1791 година е избран за видински митрополит. В 1798 година поради бунта на видинския Осман паша Пазвантоглу той бяга в Цариград. През юни 1801 година е избран за митрополит на Деркос. Григорий е посветен във Филики Етерия. В края на март 1821 година той е арестуван и затворен в Бостанджимбаши. Обесен е на 3 (или 4) юни 1821 година от османците в Терапия в Цариград.